# Маутерн-ин-Штайермарк
Маутерн-ин-Штайермарк (нем. Mautern in Steiermark) — ярмарочная община (нем. Marktgemeinde) в Австрии, в федеральной земле Штирия. 
Входит в состав округа Леобен.  Население составляет 1957 человек (на 31 декабря 2005 года). Занимает площадь 108,57 км². Официальный код  —  6 11 09.

## Политическая ситуация
Бургомистр общины — Петер Хёльцль (СДПА) по результатам выборов 2005 года.
Совет представителей общины (нем. Gemeinderat) состоит из 15 мест.
- СДПА занимает 9 мест.
- АНП занимает 4 места.
- АПС занимает 2 места.